# Patrick Murphy (politico 1983)
Patrick Erin Murphy (Miami, 30 marzo 1983) è un politico statunitense, membro della Camera dei Rappresentanti per lo stato della Florida dal 2013 al 2017.

## Biografia
Nato e cresciuto in Florida, Murphy frequentò l'Università di Miami e in quel periodo venne arrestato insieme a un amico per ubriachezza e possesso di una falsa patente di guida.
Dopo essersi diplomato ragioniere, Murphy venne assunto dalla Deloitte & Touche, che lasciò in seguito per divenire vicepresidente dell'azienda di famiglia.
Interessatosi di politica, dopo un iniziale avvicinamento al Partito Repubblicano, Murphy divenne democratico, motivando la sua scelta con il disgusto verso il Tea Party. Murphy si è dichiarato a favore dell'aborto e dei diritti degli omosessuali ed è un sostenitore di Medicare.
Nel 2012 Murphy si candidò alla Camera dei Rappresentanti contro il deputato repubblicano in carica da un mandato Allen West. Murphy si dimostrò un avversario serio per West e ottenne il sostegno pubblico di diverse personalità politiche di rilievo, come l'ex Presidente Bill Clinton. Alla fine Murphy prevalse di misura su West, che chiese un riconteggio dei voti, ma lo Stato della Florida dichiarò comunque vincitore Murphy.
Dopo essere stato riconfermato per un secondo mandato nel 2014, Murphy si candidò al Senato per il seggio lasciato da Marco Rubio. Inizialmente dato per favorito, Murphy vinse le primarie democratiche contro Alan Grayson; tuttavia Rubio rientrò in gara e vinse la nomination repubblicana. La campagna elettorale fu molto combattuta e alla fine Rubio sconfisse Murphy, che fu costretto così ad abbandonare il Congresso.